# Herb gminy Bobowo
Herb gminy Bobowo – symbol gminy Bobowo, ustanowiony 30 września 1996.

## Wygląd i symbolika
Herb przedstawia na tarczy dwudzielnej w słup w polu (heraldycznie) prawym niebieskim en face postać świętego Wojciecha w stroju biskupim złoto-srebrnym i tiarze niebieskiej ze złotym obramowaniem trzymającego w prawej dłoni złoty krzyż łaciński, w lewej złoty pastorał i złote wiosło; w polu (heraldycznie) lewym zielonym złotą majuskułę "B" a pod nią dwa złote kłosy.
Zgodnie z lokalną legendą z najwyższego wzniesienia we wsi Bobowo św. Wojciech nauczał podczas swojej pielgrzymki do pogańskich Prus. W tym miejscu stoi dziś kościół pod jego wezwaniem.